# آنا ماريا ري
آنا ماريا ري (بالإسبانية: Ana María Rey) هي فيزيائية كولومبية، (ولدت في بوغوتا في كولومبيا العقد 1970  م).

## وصلات خارجية
- الموقع الرسمي